# Csaba Madar
Csaba Madar (ur. 8 października 1974 w Püspökladány) – węgierski piłkarz grający na pozycji pomocnika, reprezentant kraju, trener piłkarski.

## Kariera
W młodości uczęszczał do Debreceni Sportiskola – szkoły sportowej w Debreczynie. W 1993 roku rozpoczął seniorską karierę w DVSC. W 1997 roku został zawodnikiem MTK Budapeszt. Z klubem tym dwukrotnie zdobył mistrzostwo Węgier (1998/1999, 2002/2003) oraz puchar kraju (1997/1998, 1999/2000). W 2003 roku, mimo pogłosek o jego przejściu do Ferencvárosu, Madar wrócił do Debreceni VSC. Z klubem tym trzykrotnie został mistrzem Węgier – w sezonach 2004/2005, 2005/2006, 2006/2007. W rundzie wiosennej sezonu 2006/2007 był zawodnikiem Nyíregyháza Spartacus, natomiast rundę jesienną sezonu 2007/2008 spędził w Rákospalotai EAC. W dalszym etapie kariery grał w klubach niższych lig węgierskich. Karierę zawodniczą zakończył w 2014 roku w Létavértes SC '97.
W 1996 roku rozegrał trzy mecze towarzyskie w reprezentacji Węgier. Znalazł się ponadto w kadrze narodowej na Igrzyska Olimpijskie 1996, grając na tym turnieju przeciwko Brazylii i Japonii.
W 2014 roku został trenerem zawodników U-14 w klubie Debreceni Labdarúgó Akadémia.

## Statystyki ligowe
| Sezon         | Klub                   | Liga    | Mecze | Gole |
| ------------- | ---------------------- | ------- | ----- | ---- |
| 1993/1994     | Debreceni VSC          | NB I    | 27    | 2    |
| 1994/1995     | Debreceni VSC          | NB I    | 28    | 6    |
| 1995/1996     | Debreceni VSC          | NB I    | 29    | 3    |
| 1996/1997     | Debreceni VSC          | NB I    | 31    | 4    |
| 1997/1998     | MTK Budapeszt          | NB I    | 32    | 4    |
| 1998/1999     | MTK Hungária Budapeszt | NB I    | 32    | 4    |
| 1999/2000     | MTK Hungária Budapeszt | NB I    | 32    | 2    |
| 2000/2001     | MTK Hungária Budapeszt | NB I    | 35    | 1    |
| 2001/2002     | MTK Hungária Budapeszt | NB I    | 23    | 0    |
| 2002/2003     | MTK Hungária Budapeszt | NB I    | 13    | 1    |
| 2003/2004     | Debreceni VSC          | NB I    | 19    | 2    |
| 2004/2005     | Debreceni VSC          | NB I    | 23    | 2    |
| 2005/2006     | Debreceni VSC          | NB I    | 24    | 0    |
| 2006/2007 (j) | Debreceni VSC          | NB I    | 6     | 0    |
| 2006/2007 (w) | Nyíregyháza Spartacus  | NB II   | 15    | 0    |
| 2007/2008 (j) | Rákospalotai EAC       | NB I    | 13    | 1    |
| 2007/2008 (w) | Hajdúböszörményi TE    | NB III  | 13    | 3    |
| 2008/2009 (j) | Hajdúböszörményi TE    | NB III  | 11    | 0    |
| 2008/2009 (w) | Bárándi KSE            | Megye I | 14    | 6    |
| 2009/2010     | Bárándi KSE            | Megye I | 18    | 5    |
| 2010/2011 (j) | Bárándi KSE            | Megye I | 9     | 3    |
| 2010/2011 (w) | Tarcal FC              | Megye I | 13    | 2    |
| 2011/2012     | Debreceni VSC II       | NB II   | 0     | 0    |
| 2012/2013     | Létavértes SC '97      | NB III  | 7     | 0    |
| 2013/2014     | Létavértes SC '97      | NB III  | 18    | 0    |